# Karl-Heinz Schommer

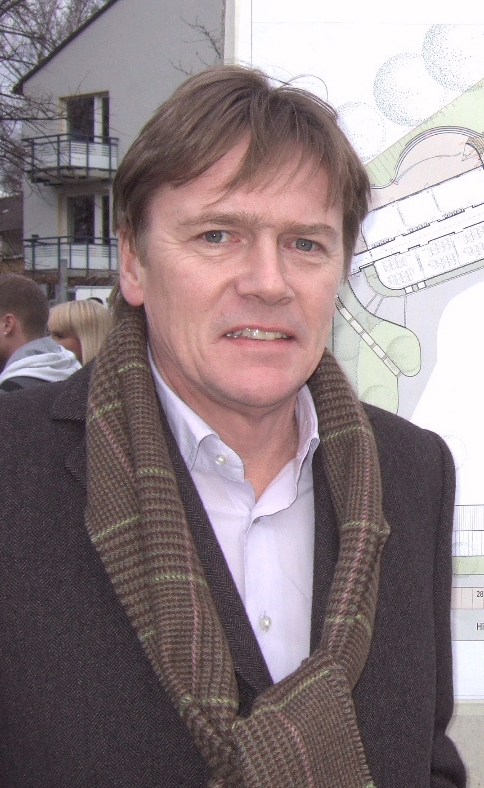
Karl-Heinz Schommer (2008)

Karl-Heinz Schommer (* 24. März 1953 in Dillingen/Saar) ist ein deutscher Architekt.

## Leben
Karl-Heinz Schommer studierte von 1971 bis 1977 an der RWTH Aachen. Nach seinem Studium arbeitete er bis 1981 im Architektenbüro „van Dorp und Schmidt“ in Bonn. Danach eröffnete er ein eigenes Büro in Bonn. 1989 wurde Schommer in den Bund Deutscher Architekten (BDA) berufen. Von 1990 bis 1993 war er Vorsitzender des Berufausschusses des BDA - Kreisgruppe Rhein-Sieg. 1994 erhielt er die Berufung in den Deutschen Werkbund.

## Werk

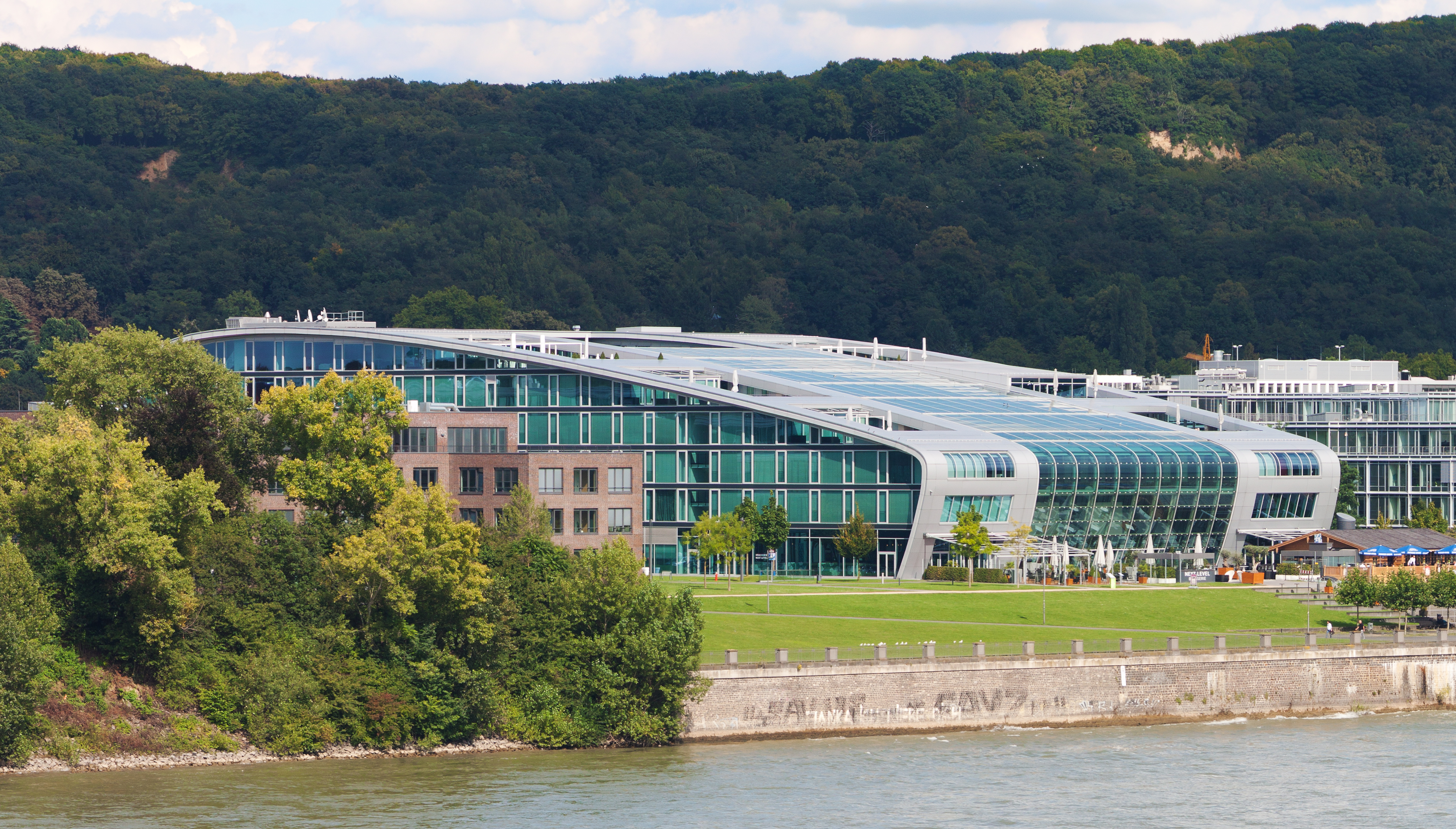
Kameha Grand Bonn (Bonner Bogen)

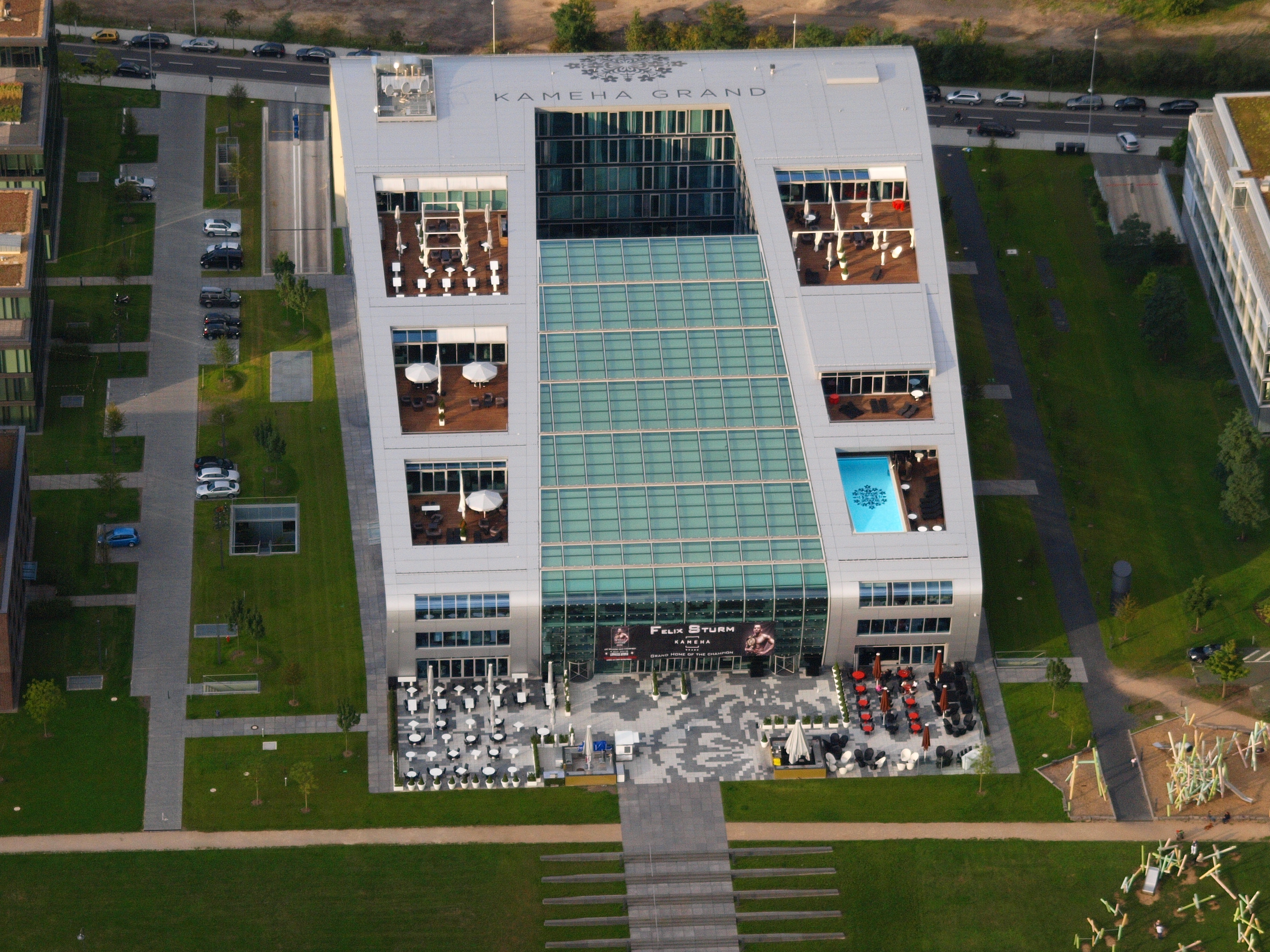
Bonner Bogen, Kameha Grand Hotel

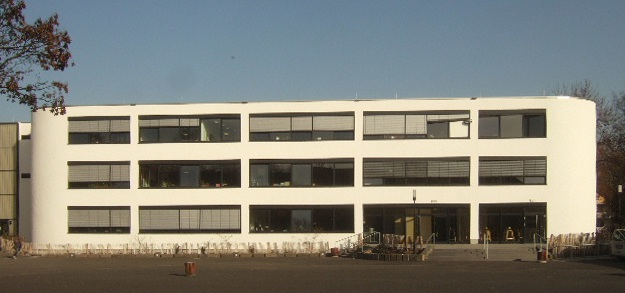
Neubau der Elisabeth-Selbert-Gesamtschule

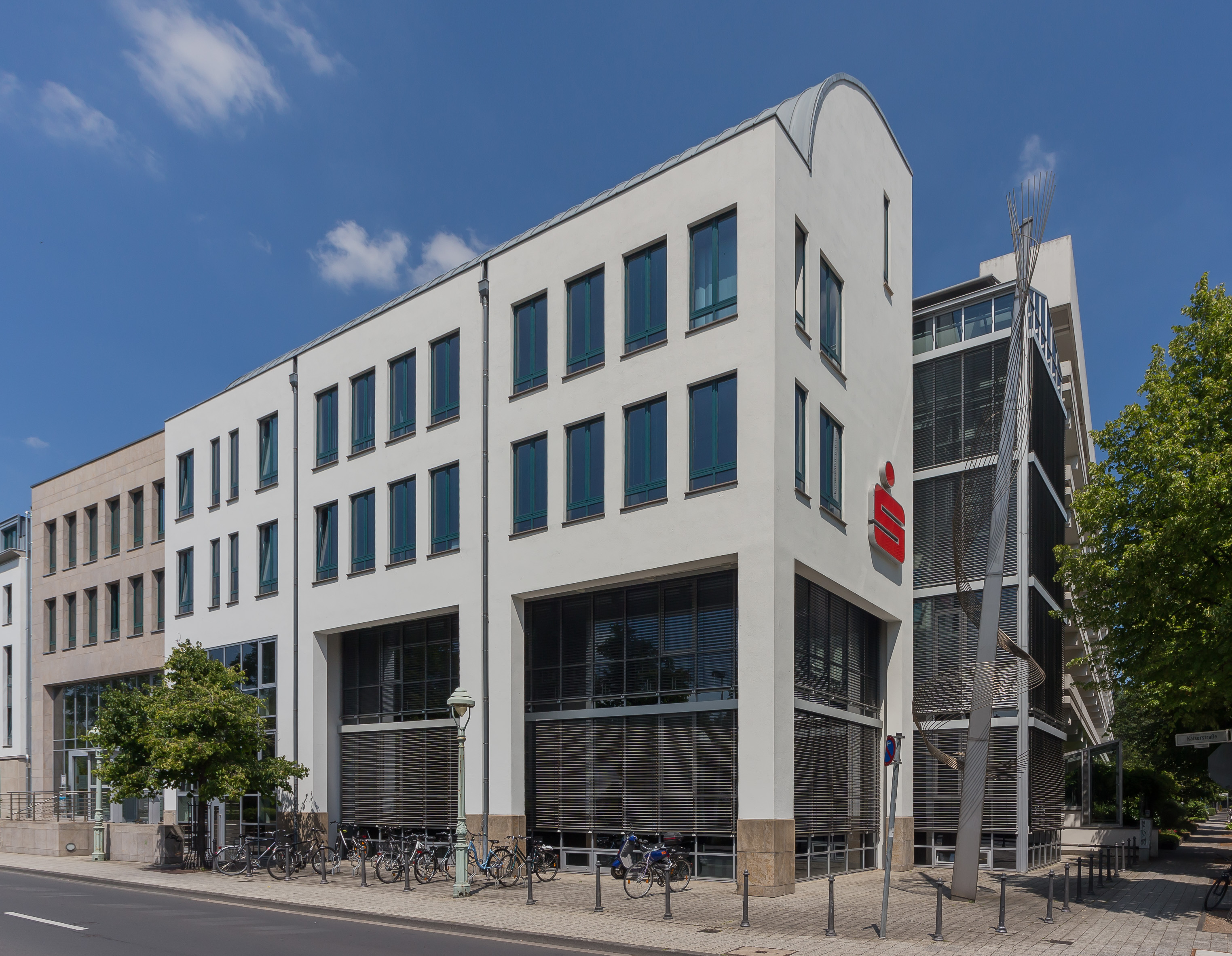
Erweiterungsbau des Sparkassen- und Giroverbandes Bonn

Schommer widmet sich vor allem der Integration neuer Bauten in historische Altbaubestände. Ihm geht es darum, durch Baulückenfüllungen eine reizvolle und eigenständige Architektur zu schaffen. 
Lag in den ersten Jahren seiner Tätigkeit der Schwerpunkt auf Projekten in Bonn, so sind in den letzten Jahren vermehrt auch Projekte in Berlin dazugekommen. Dazu zählen 2001 das Forum des Deutschen Beamtenbundes in der Friedrichstraße und 2002 die Zentrale des Deutschen Sparkassen- und Giroverbandes in der Behrenstraße. 
Zu den Bonner Projekten, die von Schommer realisiert worden sind, gehören die Kaiserpassage mit der Neugestaltung des Martinsplatzes, der Erweiterungsbau des Sparkassen- und Giroverbandes, die Königin-Juliana-Schule für geistig behinderte Schüler, ein Umbau für das Internationale Paralympische Komitee (Adenauerallee 212/214) und das „Rheinwerk“ in der ehemaligen Zementfabrik in Bonn-Oberkassel. Im September 2006 wurde er mit der Gestaltung des Erweiterungsbaus der damaligen Gesamtschule Bonn-Bad Godesberg betraut. Schommer ist weiterhin verantwortlich für den Bau des Kameha-Hotels, das im Bonner Bogen auf dem Gelände der ehemaligen Zementfabrik entstanden ist. In Planung (Stand: November 2013) ist eine Bebauung des „Parks Trillhase“ in Niederdollendorf auf einem Gelände, auf dem vormals der Künstler Adalbert Trillhaase eine Villa mit Park als Altersruhesitz anlegen ließ.

## Auszeichnungen
- 1993: „Europa-Nostra-Diplom“ für die Baulückenschließung Prinz-Albert-Str. 37, Bonn
- 2010: MIPIM Award für das Kameha Grand Bonn